# Wachlarzoskrzydłe
Wachlarzoskrzydłe (Strepsiptera) – rząd owadów o niejasnej pozycji systematycznej. U wachlarzoskrzydłych występuje zaawansowany dymorfizm płciowy, samce są uskrzydlone, samice (u większości gatunków) są wtórnie bezskrzydłe i beznogie. Skomplikowany rozwój przebiega z przeobrażeniem zupełnym, często występuje poliembrionia i partenogeneza, niektóre gatunki są larworodne. Wachlarzoskrzydłe są parazytoidami owadów; ich gospodarzami są przedstawiciele siedmiu rzędów owadów (rybików, karaczanów, pluskwiaków, prostoskrzydłych, modliszek, błonkoskrzydłych i muchówek) i 33 rodzin. Są to owady niewielkich rozmiarów – imagines samców osiągają 1,5–6 mm. Na świecie opisano około 600 gatunków, są znane od okresu kredowego. Fauna Europaea wymienia około trzydziestu gatunków. W Polsce wykazano siedem. 
Zapis kopalny grupy sięga środkowej kredy – gatunek Cretostylops engeli opisano z birmańskiego bursztynu.

## Historia badań
Pierwszy gatunek wachlarzoskrzydłych, Xenos vesparum, został opisany przez Pietro Rossiego w 1793. Odtąd datują się nierozwiązane do dziś kontrowersje dotyczące systematyki Strepsiptera, określane nawet jako „problem Strepsiptera” w literaturze naukowej. Rząd Strepsiptera utworzył William Kirby; nazwa pochodzi od greckiego strepsi oznaczającego „zakręcony” i pteron oznaczającego skrzydło. John Obadiah Westwood jako pierwszy użył określenia „stylopizowany” („stylopized”) odnośnie do owadów spasożytowanych przez Stylops. Westwood był też pierwszym, który zaobserwował larwy pierwszego stadium wachlarzoskrzydłych.

## Filogeneza
Badania molekularne i analizy morfologiczne wykazują bliskie pokrewieństwo wachlarzoskrzydłych z Neuropterida i Coleoptera. Możliwe, że są grupą siostrzaną dla Coleoptera.

## Zapis kopalny
Wachlarzoskrzydłe znane są z inkluzji w birmańskim (100 MYO), kanadyjskim (75 MYO), bałtyckim (42-45 MYO) i dominikańskim (25 MYO) bursztynie, a także z węgla brunatnego datowanego na eocen. Opisano  również larwy pierwszego stadium z eoceńskiego węgla brunatnego i kanadyjskiego bursztynu. Z łupków kopalni Messel znana jest skamieniałość robotnicy mrówki Camponotus z dwoma pupariami, inkluzja w bałtyckim bursztynie została opisana jako mrówka Prionomyrmex z (prawdopodobnie) głowotułowiem samicy widocznym w odwłoku.

## Systematyka
Grupa „bazalnych wachlarzoskrzydłych”
- Bahiaxenidae
- "Mengenillidae"
- †Mengeidae
- †Protoxenidae

Grupa (podrząd) Stylopidia

Nadrodzina Stylopoidea
- Stylopidae – pleszczykowate
- Xenidae
- Bohartillidae
- Corioxenidae
- Halictophagidae
- Callipharixenidae
- Elenchidae
- Myrmecolacidae
- †Protelencholacidae